# Panna Moneypenny

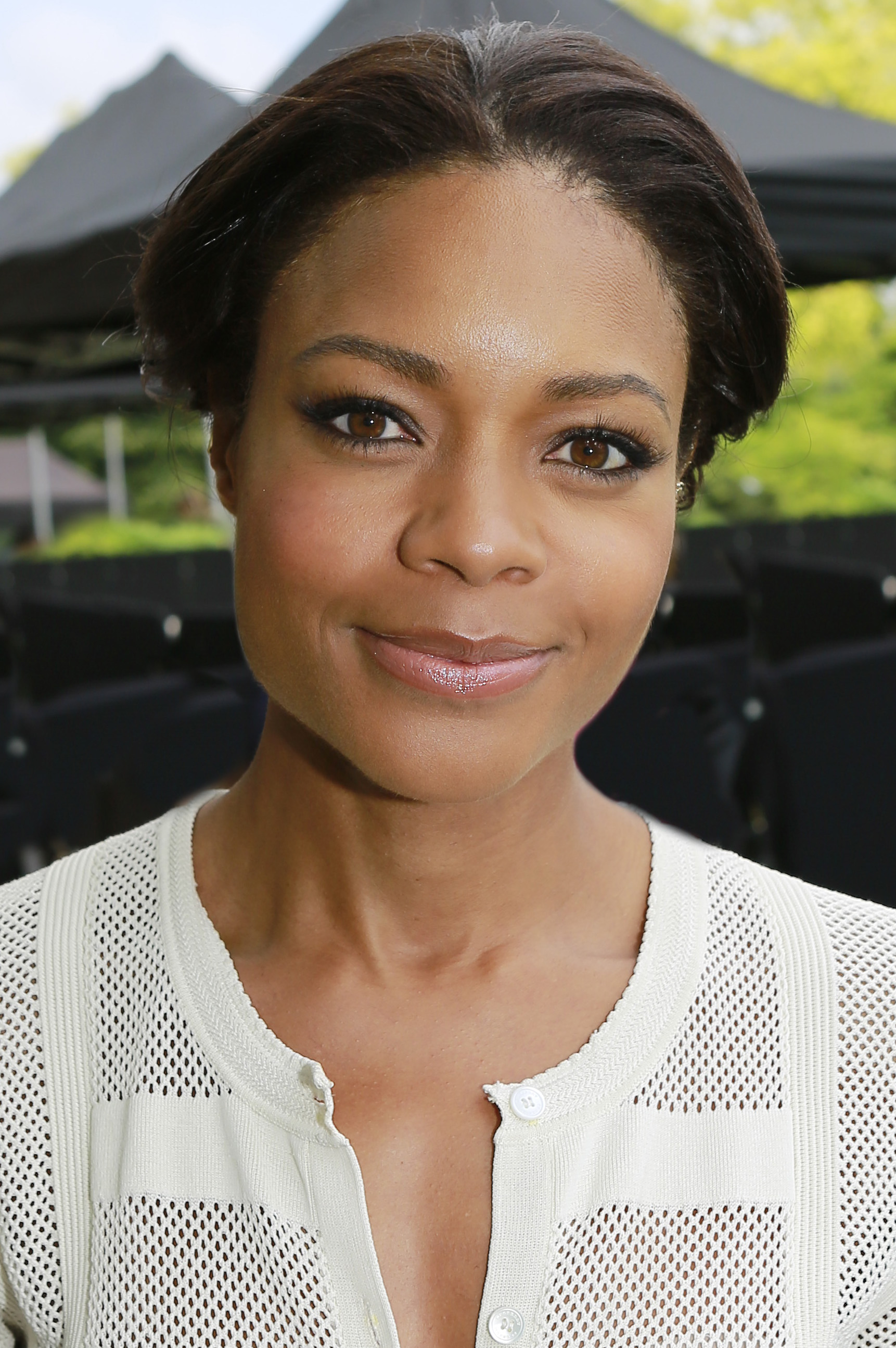
Naomie Harris, ostatnia odtwórczyni roli Moneypenny

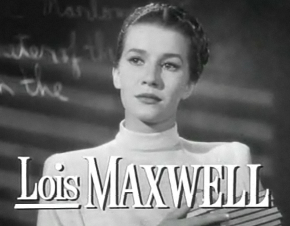
Lois Maxwell

Panna Moneypenny – fikcyjna postać znana z książek i filmów o Jamesie Bondzie. Jest sekretarką M. Choć odgrywa zwykle niewielką rolę, staje się ona ważniejsza poprzez podkreślenie seksualnego napięcia pomiędzy Moneypenny a Bondem (nie pojawia się to w książkach Iana Fleminga, co najwyżej Johna Gardnera i Raymonda Bensona). Od czasu powieści Żyje się tylko dwa razy ma rangę porucznika w Royal Navy.
Tworząc postać panny Moneypenny, Fleming bazował prawdopodobnie na dwóch kobietach, z którymi pracował w wywiadzie marynarki wojennej podczas II wojny światowej. Jedną z nich była sekretarka Paddy Bennett (późniejsza żona Juliana Ridsdale'a, brytyjskiego parlamentarzysty). Odegrała ona kluczową rolę w operacji wymyślonej przez Fleminga, mającej na celu zmylenie niemieckiego wywiadu, co do terenu lądowania w Normandii.
Zarówno w książkach, jak i opartych na nich filmach, Moneypenny jest oczarowana Bondem. Na przykład w książce Operacja Piorun Fleming napisał, że „zawsze marzyła o Bondzie bez nadziei”. Nigdy jednak nie wyraża słowami swych uczuć.
Pomimo że panna Moneypenny jest Angielką, w filmach, w których postać tę odgrywała Lois Maxwell, mówi ona z kanadyjskim akcentem. Jest to związane z kanadyjską narodowością samej aktorki.

## Aktorki
W oficjalnych filmach wytwórni EON Moneypenny była grana przez 4 aktorki:
- Lois Maxwell
  - Doktor No
  - Pozdrowienia z Moskwy
  - Goldfinger
  - Operacja Piorun
  - Żyje się tylko dwa razy
  - W tajnej służbie Jej Królewskiej Mości
  - Diamenty są wieczne
  - Żyj i pozwól umrzeć
  - Człowiek ze złotym pistoletem
  - Szpieg, który mnie kochał
  - Moonraker
  - Tylko dla twoich oczu
  - Ośmiorniczka
  - Zabójczy widok
- Caroline Bliss
  - W obliczu śmierci
  - Licencja na zabijanie
- Samantha Bond
  - GoldenEye
  - Jutro nie umiera nigdy
  - Świat to za mało
  - Śmierć nadejdzie jutro
- Naomie Harris
  - Skyfall
  - Spectre
  - Nie czas umierać